# Juan Carlos Núñez Armas
Juan Carlos Núñez Armas (Maravatío, Michoacán; 15 de mayo de 1964) es un político mexicano, miembro del Partido Acción Nacional, ha sido presidente municipal de Toluca, Estado de México y diputado federal.
Es ingeniero civil egresado de la Universidad Autónoma del Estado de México, ha ocupado diversos cargos en el comité estatal del PAN, entre los que están secretario de Organización y Secretario de Acción Electoral, Coordinador General de la campaña a gobernador del estado de José Luis Durán Reveles en 1999.
Fue regidor al Ayuntamiento de Toluca de 1991 a 1993, Diputado al Congreso del Estado de México de 1997 a 2000 y presidente municipal de Toluca de ese año a 2003, en que fue elegido diputado federal por el XXVI Distrito Electoral Federal del Estado de México a la LIX Legislatura para el periodo que terminó en 2006.
En 2007 fue elegido Presidente estatal del PAN en una cerrada votación en la que derrotó a su competidor, Gustavo Parra Noriega por una diferencia de cuatro votos, este resultado fue ratificado por el comité ejecutivo nacional del PAN, por lo que asumirá formalmente su cargo.